# Gorboniano
Gorboniano o Gorboman (fl. III secolo a.C.) fu, secondo la Historia Regum Britanniae di Goffredo di Monmouth, un re leggendari della Britannia.
Era il figlio maggiore di re Morvido e fratello di Archigallo, Eliduro, Ingenio e Pereduro.
Fu un sovrano giusto e moderato, pio verso gli dèi, costruttore e restauratore di templi. Così facendo diede pace e prosperità al regno e al popolo, da lui sempre protetto. Quando morì fu sepolto a Trinovantum (Londra). Sul trono salì il fratello Archigallo.